# Long branch attraction
Long branch attraction (ang. „przyciąganie się długich gałęzi”) – zjawisko występujące w analizach filogenetycznych, polegające na merytorycznie niepoprawnym łączeniu co najmniej dwóch długich gałęzi drzewa filogenetycznego jako grup siostrzanych, wynikające z artefaktów metodologicznych. Występuje głównie w analizach wykorzystujących dane molekularne. Na obecność efektu long branch attraction szczególnie narażone są analizy stosujące metodę największej parsymonii, w mniejszym zaś te wykorzystujące metodę największego prawdopodobieństwa – jest to jedną z przyczyn dla których analizy stosujące metody prawdopodobieństwa częściowo wyparły te wykorzystujące parsymonię. Analizy opierające się na wnioskowaniu bayesowskim – wykorzystującym podobny probabilistyczny model ewolucji, co metoda maksymalnego prawdopodobieństwa – zastąpiły z kolei te stosujące drugą spośród wymienionych metod, jednak zdaniem Bryana Kolaczkowskiego i Josepha Thorntona faworyzują topologię long branch attraction, dlatego autorzy sugerują, że powrót do analiz przy pomocy metod maksymalnego prawdopodobieństwa może być lepszym rozwiązaniem. Jako przykłady „przyciągających się długich gałęzi” podawano wyniki analiz, według których myksosporidiowce należą do parzydełkowców i są grupą siostrzaną dla Polypodium, lub badania sugerujące bliskie pokrewieństwo pomiędzy wachlarzoskrzydłymi i muchówkami, jednak zostały one skrytykowane przez Marka Siddalla i Michaela Whitinga, którzy twierdzili, że nie są wynikiem long branch attraction, a niektórzy autorzy w ogóle wątpili w występowanie takiego zjawiska. W nowszej literaturze znajduje się jednak znacznie więcej jego przykładów. Istnieje wiele metod wykrywania long branch attraction, jak np. sekwencjonowanie losowych grup zewnętrznych lub symulacje parametryczne, a także metod pozwalających unikać tego zjawiska – m.in.: wyłączanie z analizy taksonów o „długich gałęziach”, usuwanie pozycji szybciej ewoluującego trzeciego kodonu, analizowanie większej liczby taksonów, większej liczby cech lub cech innego rodzaju, stosowanie metod mniej wrażliwych na long branch attraction, jak np. metoda największego prawdopodobieństwa.